# アハマド・ザキ・ヤマニ

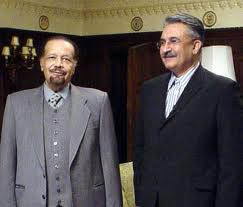
アハマド・ザキ・ヤマニ（左、2004年）

アハマド・ザキ・ヤマニ（アハメド・ザキ・ヤマニ）（アラビア語：أحمد زكي يماني DIN 31635：Aḥmad Zakī Yamānī アフマド・ザキー・ヤマーニー、1930年6月30日 - 2021年2月23日）は、サウジアラビアの政治家、弁護士。1962年から1986年までサウジアラビアの石油鉱物資源相を務めた。引退後はコンサルタントを営んだ。サウジアラビア初の弁護士でもあり王家の法律顧問を務め、サウジアラビアの法制度の近代化にも大きな影響を与えている。

## 経歴

### 生い立ち
1930年6月30日生にメッカで生まれる。祖父はトルコの大ムフティーで父親もウラマーというイスラム法学者の家系に生まれた。17歳の時にカイロ大学に入学して1951年に法学の学位を取得した。

### 財務省
メッカにあるサウジアラビア財務省に就職した後、国費留学生としてニューヨーク大学・ロー・スクールで法律を学び、1955年にエクセター大学から博士を授与され、1956年にはハーバード・ロー・スクールで学位を取得。
留学先から帰国して財務省に戻ると、所得税およびザカート税省で働いた。同時に、1958年にはサウジアラビアで初の弁護士となり、弁護士事務所を開設した。

### 石油産業への貢献
1973年の第四次中東戦争では欧米諸国がイスラエルを支持したことに対抗して石油輸出国機構（OPEC）による石油禁輸措置を主導し、第1次オイルショックを演出した。またサウジアラムコを設立してサウジアラビアの石油産業の発展に寄与した。1975年12月にカルロス・ザ・ジャッカルが起こしたOPEC本部襲撃事件では各国代表ら70名あまりの人質の一人であった。1986年10月29日に石油鉱物資源相を解任される。1990年に国際エネルギー問題を扱う情報センター（The Center for Global Energy Studies）をロンドンで設立し、コンサルタントとなった。

### 晩年
イギリスのロンドンで死去したと2021年2月23日に報じられた。

## 人物
- 時計マニアとしても有名で多数のコレクションを保有しており、1987年にはヴァシュロン・コンスタンタンの大株主になっている。
- 留学の経歴が示すように母国語のアラビア語以外にも英語とフランス語が堪能である。